# Élections municipales de 2013 à Longueuil
Les élections municipales de 2013 à Longueuil se sont déroulées le 3 novembre 2013. Elles ont permis d'élire le maire de la ville, 15 conseillers municipaux, et 2 conseillers d'arrondissement, ces deux derniers servant pour l'arrondissement de Greenfield Park.

## Résultats à la mairie[1]
- Maire sortant : Caroline Saint-Hilaire

| Parti                             | Parti                             | Candidats                         | Voix    | %     |
| --------------------------------- | --------------------------------- | --------------------------------- | ------- | ----- |
|                                   | Action Longueuil                  | Caroline Saint-Hilaire            | 50 088  | 87,30 |
|                                   | Indépendant                       | Pardo Chiocchio                   | 7 285   | 12,70 |
|                                   |                                   |                                   |         |       |
| Votes valides                     | Votes valides                     | Votes valides                     | 57 373  | 96,38 |
| Bulletins rejetés                 | Bulletins rejetés                 | Bulletins rejetés                 | 2 153   | 3,62  |
| Total                             | Total                             | Total                             | 59 526  | 100   |
| Abstention                        | Abstention                        | Abstention                        | 115 761 | 66,04 |
| Nombre d'inscrits / participation | Nombre d'inscrits / participation | Nombre d'inscrits / participation | 175 287 | 33,96 |

## Résultats dans les districts électoraux

### Résumé
| Parti                             | Parti                             | Candidats                         | Voix    | %     | Sièges |
| --------------------------------- | --------------------------------- | --------------------------------- | ------- | ----- | ------ |
|                                   | Action Longueuil                  | 17                                | 31 779  | 66,26 | 13     |
|                                   | Option Greenfield Park            | 3                                 | 2 464   | 5,14  | 1      |
|                                   | Indépendants                      | 20                                | 13 720  | 28,61 | 1      |
|                                   |                                   |                                   |         |       |        |
| Votes valides                     | Votes valides                     | Votes valides                     | 47 963  | 80,57 |        |
| Bulletins rejetés                 | Bulletins rejetés                 | Bulletins rejetés                 | 11 563  | 19,43 |        |
| Total                             | Total                             | Total                             | 59 526  | 100   | 15     |
| Abstention                        | Abstention                        | Abstention                        | 115 761 | 66,04 |        |
| Nombre d'inscrits / participation | Nombre d'inscrits / participation | Nombre d'inscrits / participation | 175 287 | 33,96 |        |

### Le Vieux-Longueuil
| Candidat | Candidat      | Parti            | Voix            | %               |
| -------- | ------------- | ---------------- | --------------- | --------------- |
|          | Sylvie Parent | Action Longueuil | Sans opposition | Sans opposition |

| Candidat | Candidat        | Parti            | Voix  | %     |
| -------- | --------------- | ---------------- | ----- | ----- |
|          | Benoît L'Écuyer | Action Longueuil | 3 537 | 84,09 |
|          | Mario Tremblay  | Indépendant      | 351   | 8,35  |
|          | Pierre Cantin   | Indépendant      | 318   | 7,56  |
| Total    | Total           | Total            | 4 206 | 100 % |

| Candidat | Candidat    | Parti            | Voix            | %               |
| -------- | ----------- | ---------------- | --------------- | --------------- |
|          | France Dubé | Action Longueuil | Sans opposition | Sans opposition |

| Candidat | Candidat       | Parti            | Voix  | %     |
| -------- | -------------- | ---------------- | ----- | ----- |
|          | Michel Lanctôt | Action Longueuil | 2 366 | 83,46 |
|          | Habib Ranni    | Indépendant      | 469   | 16,54 |
| Total    | Total          | Total            | 2 835 | 100 % |

| Candidat | Candidat          | Parti            | Voix  | %     |
| -------- | ----------------- | ---------------- | ----- | ----- |
|          | Xavier Léger      | Action Longueuil | 2 469 | 65,56 |
|          | Marc Archambault  | Indépendant      | 713   | 18,93 |
|          | Benjamin Bourgoin | Indépendant      | 584   | 15,51 |
| Total    | Total             | Total            | 3 766 | 100 % |

| Candidat | Candidat        | Parti            | Voix            | %               |
| -------- | --------------- | ---------------- | --------------- | --------------- |
|          | Stéphane Richer | Action Longueuil | Sans opposition | Sans opposition |

| Candidat | Candidat         | Parti            | Voix  | %     |
| -------- | ---------------- | ---------------- | ----- | ----- |
|          | Monique Bastien  | Action Longueuil | 2 439 | 49,72 |
|          | Robert Gladu     | Indépendant      | 1 964 | 40,04 |
|          | Charles A. Ahoto | Indépendant      | 404   | 8,24  |
|          | Ali Meghoufel    | Indépendant      | 98    | 2,00  |
| Total    | Total            | Total            | 4 905 | 100 % |

| Candidat | Candidat       | Parti            | Voix  | %     |
| -------- | -------------- | ---------------- | ----- | ----- |
|          | Albert Beaudry | Action Longueuil | 2 964 | 80,63 |
|          | Paul Saindon   | Indépendant      | 712   | 19,37 |
| Total    | Total          | Total            | 3 676 | 100 % |

| Candidat | Candidat         | Parti            | Voix  | %     |
| -------- | ---------------- | ---------------- | ----- | ----- |
|          | Colette Éthier   | Action Longueuil | 1 633 | 48,30 |
|          | Claude Jr. Gladu | Indépendant      | 972   | 28,75 |
|          | Réal Chevalier   | Indépendant      | 776   | 22,95 |
| Total    | Total            | Total            | 3 381 | 100 % |

### Greenfield Park
| Candidat | Candidat        | Parti                  | Voix  | %     |
| -------- | --------------- | ---------------------- | ----- | ----- |
|          | Robert Myles    | Option Greenfield Park | 2 464 | 51,40 |
|          | Michael O'Grady | Action Longueuil       | 2 330 | 48,60 |
| Total    | Total           | Total                  | 4 794 | 100 % |

#### Conseillers d'arrondissements
| Candidat | Candidat          | Parti                  | Voix  | %     |
| -------- | ----------------- | ---------------------- | ----- | ----- |
|          | Sylvain Joly      | Action Longueuil       | 2 069 | 43,08 |
|          | Daniel Lamoureux  | Option Greenfield Park | 1 996 | 41,56 |
|          | Jason Matuzewiski | Indépendant            | 738   | 15,37 |
| Total    | Total             | Total                  | 4 803 | 100 % |

| Candidat | Candidat        | Parti                  | Voix  | %     |
| -------- | --------------- | ---------------------- | ----- | ----- |
|          | Wade Wilson     | Option Greenfield Park | 2 403 | 50,52 |
|          | Susan Rasmussen | Action Longueuil       | 2 354 | 49,48 |
| Total    | Total           | Total                  | 4 757 | 100 % |

### Saint-Hubert
| Candidat | Candidat       | Parti            | Voix  | %     |
| -------- | -------------- | ---------------- | ----- | ----- |
|          | Jacques Lemire | Indépendant      | 2 690 | 54,65 |
|          | Roger Roy      | Action Longueuil | 2 232 | 45,35 |
| Total    | Total          | Total            | 4 922 | 100 % |

| Candidat | Candidat           | Parti            | Voix  | %     |
| -------- | ------------------ | ---------------- | ----- | ----- |
|          | Nathalie Boisclair | Action Longueuil | 3 197 | 88,63 |
|          | Laurent Couldiaty  | Indépendant      | 410   | 11,37 |
| Total    | Total              | Total            | 3 607 | 100 % |

| Candidat | Candidat           | Parti            | Voix  | %     |
| -------- | ------------------ | ---------------- | ----- | ----- |
|          | Jacques E. Poitras | Action Longueuil | 3 237 | 81,83 |
|          | Maurice Carpentier | Indépendant      | 719   | 18,17 |
| Total    | Total              | Total            | 3 956 | 100 % |

| Candidat | Candidat           | Parti            | Voix  | %     |
| -------- | ------------------ | ---------------- | ----- | ----- |
|          | Éric Beaulieu      | Action Longueuil | 2 542 | 61,71 |
|          | Lise Dutil         | Indépendant      | 765   | 18,57 |
|          | Brian Peddar       | Indépendant      | 390   | 9,47  |
|          | Dominic Robitaille | Indépendant      | 377   | 9,15  |
|          | Marc Joseph        | Indépendant      | 45    | 1,09  |
| Total    | Total              | Total            | 4 119 | 100 % |

| Candidat | Candidat               | Parti            | Voix  | %     |
| -------- | ---------------------- | ---------------- | ----- | ----- |
|          | Lorraine Guay Boivin   | Action Longueuil | 2 833 | 74,63 |
|          | Sébastien Vaillancourt | Indépendant      | 963   | 25,37 |
| Total    | Total                  | Total            | 3 796 | 100 % |